# CSM Dacia Orăștie
Club Sportiv Municipal Dacia Orăștie este un club de fotbal din Orăștie, județul Hunedoara, care joacă în Liga a IV-a Hunedoara.

## Istoric
Fondat în anul 1935 sub numele „Energia Orăștie” de către muncitorii fabricii de produse chimice din oraș, echipa evoluează până în anul 1956 la nivelul campionatelor județene și regionale ale regiunii Hunedoara. 
În anul 1956 „Energia Orăștie” participa în premieră în Divizia C seria IV-a, se clasează la finalul sezonului pe locul 5. 
În sezonul următor (1957/58), „Energia” își schimbă denumirea în „Flacăra Orăștie”, clasându-se la finalul acelui sezon pe locul 13, care îi aduce retrogradarea în Divizia D.
Urmează o perioadă de 15 ani, în care a activat în eșaloanele inferioare ale ligiilor județene, în anul 1973 denumirea a fost schimbată din nou, de această dată în „Dacia Orăștie”.
În sezonul (1971/72) ,câștigă campionatul județului Hunedoara dar ratează promovarea, în următorul sezon (1972/73) este din nou campioană județeană reușește să promoveze în Divizia C, încheie sezonul competițional pe locul 2 în seria VIII.	
În sezonul (1973/74) ocupă locul 2 în Divizia C seria VIII-a, în acest sezon se califică în 16-imile Cupei României fiind eliminată după ce pierde 0-5 cu Sportul Studențesc.
A câștigat în premieră campionatul regional Divizia C în sezonul (1974/1975), promovând în Divizia B, este repartizată în seria-III-a și rezistă 7 sezoane consecutive: (1975/76) - locul 11 ; (1976/77) - locul 14 ; (1977/78) - locul 14 ; (1978/79) - locul 13 ; (1979/80) - locul 14 ; (1980/81) - locul 14 ; (1981/82) - locul 15, retrogradează în Divizia C. 
Urmează 4 sezoane în Divizia C : (1982/83) - locul 3 ; (1983/84) - locul 8 ; (1984/85) - locul 11 ; (1985/86) - locul 16 retrogradare în campionatul județean Divizia D, în ediția (1988/89), este campioană județeană și promovează în divizia C.
În ediția (1989/90) se clasează pe locul 2 în divizia C seria X-a, iar sezonul următor (1990/91) își schimbă numele în „Metaloplastica Orăștie” prin fuziune cu cealaltă echipă a orașului, „Dacia Mecanica Orăștie”, se clasează pe locul 5 în seria XII-a, dar din cauza mai multor nereguli este retrogradată în Divizia D de către Federația Română de Fotbal (FRF).
Sezonul (1991/92), „Metaloplastica Orăștie” devine campioana județului Hunedoara dar ratează promovarea în divizia C, echipa se întoarce la numele „Dacia Orăștie” și sezonul (1995/96) câștigă campionatul județean dar din nou este ratată promovarea după ce pierde la baraj (1-3 și 2-5) cu Electrica Timișoara). 
În ediția (2001/02) după 10 ani petrecuți în Divizia D, se înscrie în divizia C și ocupă locul 10 în seria VI-a, urmează sezonul (2002/03) în care se clasează pe locul 12 în seria VII-a, la finalul ediției retrogradează în Divizia D.
În Sezonul (2005/06) câștigă campionatul județului Hunedoara și promovează în Liga a III-a după ce învinge la barajul de promovare cu 5-2 echipa „CF Cugir”, în ediția (2006/07) se clasează pe locul 16 în Liga a III-a, retrogradează în campionatul județean al Ligii a IV–a Hunedoara. 
În Sezonul (2007/08), câștigă Liga a IV-a Hunedoara și promovează în Liga a III-a după ce învinge la baraj cu 1-0 pe „Victoria Devesel”, în ediția (2008/09) a ligi a III-a se clasează pe locul 13 iar din sezonul următor nu se mai înscrie în eșalonul trei al fotbalului românesc deși a avut drept de participare.
În vara anului 2009 pentru a continua tradiția fotbalului din Orăștie prin hotărârea Consiliului Local Orăștie, se hotărăște înființarea unei noi secți de fotbal, parteneri fiind forul local și „Asociația Club Sportiv Dacicus Orăștie”, noua entitate sportivă este înscrisă în circuitul competițional al Liga a IV-a Hunedoara.
Din anul 2011, „Asociația Club Sportiv Dacicus Orăștie”, preia vechea denumire și palmaresul vechiului club, „Dacia”, iar noua denumire a clubului este „CSM Dacia 2010 Orăștie”.
În sezonul competițional (2015/16) echipa nu a mai fost înscrisă în competiție, după un an de inactivitate, în 2016 a fost admisă în Liga a V-a Hunedoara pentru sezonul (2016–17), încheie sezonul competițional pe locul 1, obținând promovarea în Liga a IV-a Hunedoara.

## Stadionul

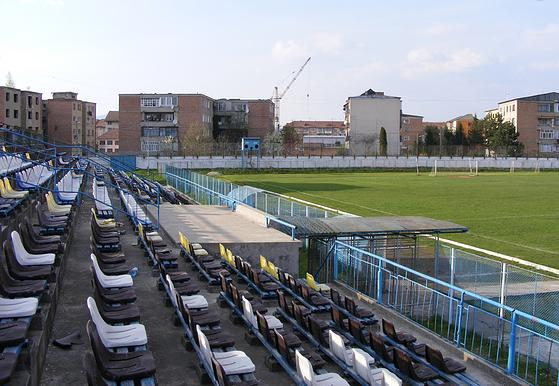
Stadionul Dacia Orăștie

Construcția stadionului "Dacia" debutează în anul 1954, stadionul fiind prevăzut cu o singură tribună, de lemn, cu o capacitate totală de 1000 de locuri, pe acest stadion, în anii de glorie a „Daciei”, au evoluat echipe de primă ligă precum : „Dinamo București”, „Poli Timișoara”, „UTA Arad”, „Poli Iași”, „Jiul Petroșani”, „Corvinul Hunedoara” (Michael Klein, Mircea Lucescu, Mircea Rednic, Ioan Andone).

## Palmares
- Liga II
  - Locul 11 (1975/76)
  - Locul 13 (1978/79)

  - Locul 14 (1976/77), (1977/78), (1979/80), (1980/81)
  - Locul 15 (1981/82)
- Liga a III-a
  - Locul 1 (1974/75)
  - Locul 2 (1973/74), (1989/90)
  - Locul 3 (1982/83)
- Liga a IV-a Hunedoara
  - Locul 1 (1971/72), (1972/73), (1988/89), (1991/92), (1995/96), (2005/06), (2007/08)
- Liga a V-a Hunedoara
  - Locul 1 (2016/17)

## Lotul actual

La 15 martie 2020.
| Nr. |         | Poziție | Jucător          |
| --- | ------- | ------- | ---------------- |
| —   | România | P       | Laurențiu Vălean |
| —   | România | F       | Ovidiu Cadar     |
| —   | România | F       | Simeon Ciucur    |
| —   | România | F       | Tiberiu Coca     |
| —   | România | F       | Paul Culbeșan    |
| —   | România | F       | Robert Cucu      |
| —   | România | F       | Robert Paul      |
| —   | România | M       | Nicolae Căstăian |

| Nr. |         | Poziție | Jucător             |
| --- | ------- | ------- | ------------------- |
| —   | România | M       | Octavian Constantin |
| —   | România | M       | Ștefan Duță         |
| —   | România | M       | Adrian Horhat       |
| —   | România | M       | Cătălin Iovan       |
| —   | România | M       | Alin Pop            |
| —   | România | M       | Gabriel Zamfirache  |
| —   | România | A       | Andrei Farcaș       |
| —   | România | A       | Dorin Farcaș        |

## Galerie foto

CFR Cluj - Dacia Orăștie 1980 (Liga a II-a)
CFR Cluj - Dacia Orăștie 1980 (Liga a II-a)
Fotografia dateaza din perioada de glorie a echipei, pe cand evolua in Liga a II-a)
Dacia Orăștie Campioana Liga IV-a Hunedoara ediția 2007-2008
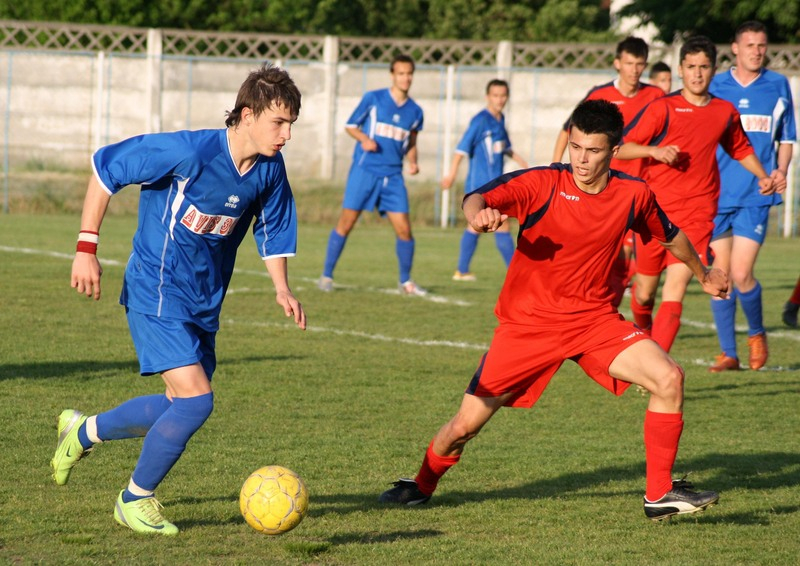
Dacia Orăștie - Calor Timișoara sezonul 2008-2009 (Liga a III-a)